# 十字爵床属
十字爵床属（学名：Crossandra）是爵床科下的一个属，为灌木或亚灌木植物。该属共有约25种，分布于热带亚洲和非洲。

## 物种
本属包括以下物种：
- 十字爵床 Crossandra infundibuliformis
- 黄鸟尾花 Crossandra nilotica